# Bouchercon
Bouchercon o Anthony Boucher Memorial World Mystery Convention (en español: Convención Mundial de Misterio en Homenaje a Anthony Boucher) es una convención anual de escritores y fanáticos de las historias de ficción de misterio y detectives.
Su nombre es en honor del escritor, crítico y editor Anthony Boucher, y pronunciado de la manera que él pronunciaba su nombre, rimando con «voucher» (recibo). Se celebra anualmente en otoño, organizada por diferentes grupos de voluntarios en una ciudad diferente. Típicamente comienza el jueves y finaliza el domingo. Cada año, Bouchercon nomina y vota los Anthony Awards a la excelencia en la novela, incluyendo pero no limitado a: mejor novela, mejor primera novela, mejor cuento, mejor no ficción analítica y mejor libro en rústica original.
Las personas que asisten son fanáticos, autores, agentes literarios, libreros, editores y otras personas que leen y disfrutan de la ficción de misterio y crimen. La primera se celebró en Santa Mónica, California en 1970. El invitado de honor fue Robert Bloch creador de Psycho. Los asistentes registrados de cada Bouchercon se designan como «miembros» y votan en la reunión anual de negocios (que se lleva a cabo durante la convención) sobre los asuntos necesarios. El órgano de gobierno de Bouchercon es su comité permanente, que cambia año a año y se compone de personas que han organizado y organizarán la convención y tres personas que son elegidos por los miembros.